# Biržai (plaats)
Biržai is een stad in Litouwen, niet ver van de grens met Letland. De stad is bekend om zijn bierbrouwerij Rinkuškai en ligt aan het meer Širvenos.
De plaats werd genoemd na een bezoek van de koning Jagiello in 1445. In 1589 kreeg de stad zijn stadsrechten en werd zij bekend als een centrum van de reformatie. In 1804 werd de stad aan de graaf Tiškevičius verkocht die hier in de 19e eeuw een heden ten dage goed onderhouden slot liet bouwen.

## Geboren
- Jonas Mekas (1922), filmregisseur
- Žydrūnas Savickas (1975) viervoudig Sterkste Man van de Wereld
- Austra Skujytė (12 augustus 1979), meerkampster